# Książę Kapota
Książę Kapota właśc. Patryk Ryfczyński (ur. 1984) – polski raper.

## Życiorys
Pochodzi z warszawskich Bielan. Edukację zakończył po ukończeniu szkoły podstawowej. W młodości wchodził w zatargi z prawem i był kilkakrotnie karany. Następnie pracował jako kierowca artystów z branży hip-hopowej oraz kucharz w warszawskich restauracjach.
Jako raper debiutował w 2017, udostępniając w Internecie utwór „Kasuj mój numer”. W grudniu 2018 zaprezentował nagrany wspólnie z Malikiem Montaną utwór „W2P”, który w ciągu pierwszych trzech tygodni osiągnął przeszło 500 tys. wyświetleń w serwisie YouTube. W październiku 2018 Rau Preformance wydał utwór „Dojadamy”, pochodzący z albumu Mistrz sztuki, w którym gościnnie udzielił się m.in. Książę Kapota.
W lutym 2019 wydał pierwszy album studyjny pt. Kapo Di Tutti Capi, na którym gościnnie pojawili się m.in. Malik Montana, Peja/Slums Attack, Tede czy Ten Typ Mes. W ciągu pierwszego tygodnia płyta uplasowała się na 15. miejscu oficjalnej list sprzedaży.

## Dyskografia
Albumy
| Tytuł              | Dane do. albumu                                           | Pozycja na liście |
| Tytuł              | Dane do. albumu                                           | POL               |
| ------------------ | --------------------------------------------------------- | ----------------- |
| Kapo Di Tutti Capi | - Data: 1 lutego 2019 - Wydawca: Marathon Imperium Studio | 15                |